# Pacific Jazz Records
Pacific Jazz Records est un label discographique américain basé à Los Angeles, connu pour ses productions de Jazz West Coast.

## Historique
Pacific Jazz Records est fondé en 1952 par Richard Bock (1927–1988) et le percussionniste Roy Harte.
Parmi les musiciens qui enregistrent pour le label, on trouve Chet Baker, Gerry Mulligan, Paul Desmond, Joe Pass ou encore Gerald Wilson.
Le label est racheté en 1957 par Liberty Records, qui possédait déjà un label de world music, World Pacific Records, et continua l'exploitation des deux labels pendant une décennie environ.
Son créateur Richard Bock crée ensuite le label World Pacific en collaboration avec Ravi Shankar, et produit des documentaires sur l'Inde via sa boîte de production Aura Productions. Il finit sa carrière en produisant des albums pour Fantasy Records.

## Discographie partielle
Séries dix pouces
- 1 - Gerry Mulligan - Gerry Mulligan Quartet
- 2 - Gerry Mulligan - Gerry Mulligan Quartet/Gerry Mulligan Quartet with Lee Konitz
- 3 - Chet Baker - Chet Baker Quartet
- 4 - Harry Edison - Sweets at the Haig
- 5 - Gerry Mulligan - Gerry Mulligan Quartet
- 6 - Chet Baker - The Chet Baker Quartet Featuring Russ Freeman
- 7 - Laurindo Almeida - Laurindo Almeida Quartet featuring Bud Shank
- 8 - Russ Freeman - Russ Freeman Trio
- 9 - Chet Baker - Chet Baker Ensemble
- 10 - Gerry Mulligan - Lee Konitz and the Gerry Mulligan Quartet
- 11 - Chet Baker - Chet Baker Sings
- 12 - Bob Gordon - Meet Mr. Gordon
- 13 - Laurindo Almeida - Laurindo Almeida Quartet featuring Bud Shank, Volume 2
- 14 - Bud Shank - Bud Shank and Three Trombones
- 15 - Chet Baker - Chet Baker Sextet
- 16 - Bob Brookmeyer - Bob Brookmeyer Quartet
- 17 - Chico Hamilton - Chico Hamilton Trio
- 18 - Al Haig - Al Haig Trio [unreleased]
- 19 - Clifford Brown - The Clifford Brown Ensemble Featuring Zoot Sims
- 20 - Bud Shank - Bud Shank and Bob Brookmeyer

Séries douze pouces
- 1201 - Gerry Mulligan - California Concerts
- 1202 - Chet Baker - Chet Baker Sings and Plays with Bud Shank, Russ Freeman and Strings
- 1203 - Chet Baker - Jazz at Ann Arbor
- 1204 - Laurdindo Almeida - Laurindo Almeia Quartet Featuring Bud Shank [reissue of 7 and 13]
- 1205 - Bud Shank and Shorty Rogers - Bud Shank and Shorty Rogers
- 1206 - Chet Baker - Trumpet Artistry By Chet Baker
- 1207 - Gerry Mulligan - The Original Gerry Mulligan Quartet
- 1208 - Jack Montrose - Jack Montrose Sextet
- 1209 - Chico Hamilton - Chico Hamilton Quintet with Buddy Collette
- 1210 - Gerry Mulligan - Paris Concert
- 1211 - Cy Touff - His Octet and Quintet
- 1212 - Russ Freeman and Richard Twardzik - Trio
- 1213 - Bud Shank - Strings and Trombones [reissue of 14 and 20]
- 1214 - Various - Arranged by Montrose
- 1215 - Bud Shank - The Bud Shank Quartet
- 1216 - Chico Hamilton - The Chico Hamilton Quintet in Hi-Fi
- 1217 - Bill Perkins - Grand Encounter: Two Degrees East, Three Degrees West
- 1218 - Chet Baker - Chet Baker in Europe
- 1219 - Bud Shank - Jazz at Cal-Tech
- 1220 - Chico Hamilton - Chico Hamilton Trio [reissue of 17]
- 1221 - Bill Perkins Octet - On Stage
- 1222 - Chet Baker - Chet Baker Sings [reissue of 11]
- 1223 - Hoagy Carmichael - Hoagy Sings Carmichael
- 1224 - Chet Baker - Chet Baker and Crew
- 1225 - Chico Hamilton - The Chico Hamilton Quintet
- 1226 - Bud Shank and Bob Cooper - Flute 'n' Oboe
- 1227 - Jim Hall - Jazz Guitar
- 1228 - Gerry Mulligan - At Storyville
- 1229 - Chet Baker - Big Band
- 1230 - Bud Shank - Bud Shank Quartet Featuring Claude Williamson
- 1231 - Chico Hamilton - Zen: The Music of Fred Katz
- 1232 - Chet Baker - The Chet Baker and Russ Freeman Quartet
- 1233 - Bob Brookmeyer Quintet - Traditionalism Revisited